# Flodmyrsmyg
Flodmyrsmyg (Myrmotherula minor) är en fågel i familjen myrfåglar inom ordningen tättingar.

## Utseende och läte
Flodmyrsmygen är en liten (9 cm) myrsmyg i grått, svart och vitt. Hanen är grå med svart från haken ner till mitten på bröstet. Undre stjärttäckarna är tvärbandade i svart och vitt. Vingarna är svarta med vitspetsade täckare. Stjärtpennorna är vitkantade med ett smalt svart band en bit in ifrån spetsen.
Honan har askgrå hjässa som övergår i olivbrunt på ryggen. På de sotfärgade vingarna syns olivbeige spetsar på täckarna, medan stjärtpennorna är rostkantade. Undersidan är olivbeige och strupen vitaktig. Lätet består av två till tre flerstaviga visslingar.

## Utbredning och systematik
Fågeln förekommer i kustnära sydöstra Brasilien (sydöstra Bahia till nordöstligaste Santa Catarina). Den behandlas som monotypisk, det vill säga att den inte delas in i några underarter.

## Status och hot
Flodmyrsmygen har en liten världspopulation bestående av uppskattningsvis endast 2 500–10 000 vuxna individer. Den tros också minska i antal till följd av habitatförlust. Den är därför upptagen på internationella naturvårdsunionen IUCN:s röda lista över hotade arter, kategoriserad som sårbar (VU).

## Namn
Tidigare kallades arten salvadorimyrsmyg på svenska, hedrande den italienske zoologen och ornitologen Tommaso Salvadori som beskrev den, men justerades 2023 till ett enklare och mer informativt namn av BirdLife Sveriges taxonomikommitté.